# Långstjärtad ängstrupial
Långstjärtad ängstrupial (Leistes loyca) är en sydamerikansk fågel i familjen trupialer inom ordningen tättingar.

## Utseende
Långstjärtad ängstrupial är en 25-28 centimeter lång trupial med ganska lång stjärt och lång, spetsig näbb. Hanen är mestadels mörkbrun med svartaktiga streck. Bröst och strupe är lysande röda. I ansiktet nära näbbasen syns en vit fläck. Den har ett tydligt ögonbrynsstreck, vitt bakom ögat och rött framför. Honan är blekare än hanen med endast röd anstrykning på buken och ögonbrynsstrecket är beige.

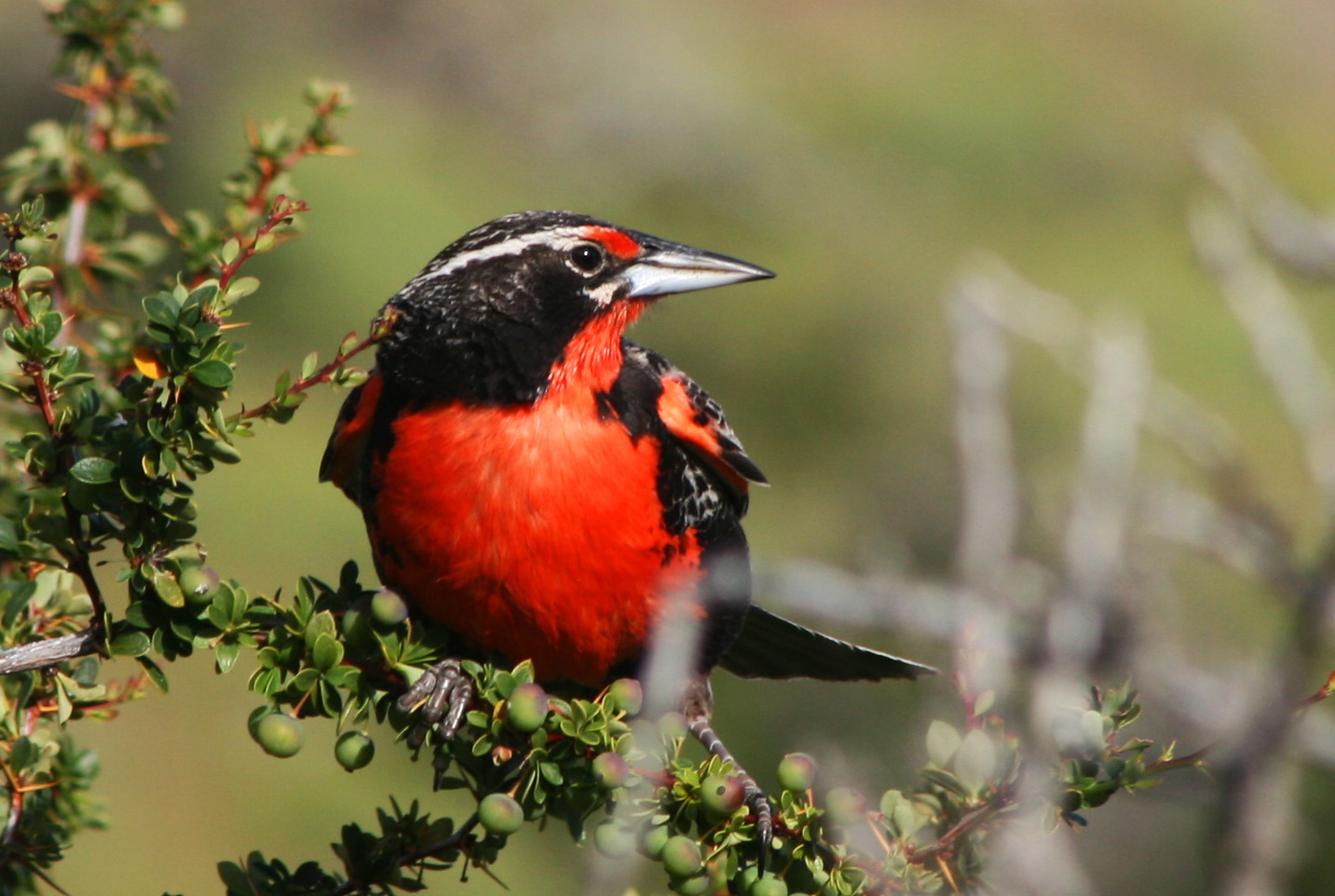
Hane långstjärtad ängstrupial.

## Utbredning och systematik
Långstjärtad ängstrupial delas in i tre underarter:
- Leistes loyca catamarcana – förekommer i nordvästra Argentina (Jujuy och Catamarca)
- Leistes loyca loyca – förekommer från södra Chile och södra Argentina till Tierra del Fuego
- Leistes loyca falklandica – förekommer på Falklandsöarna

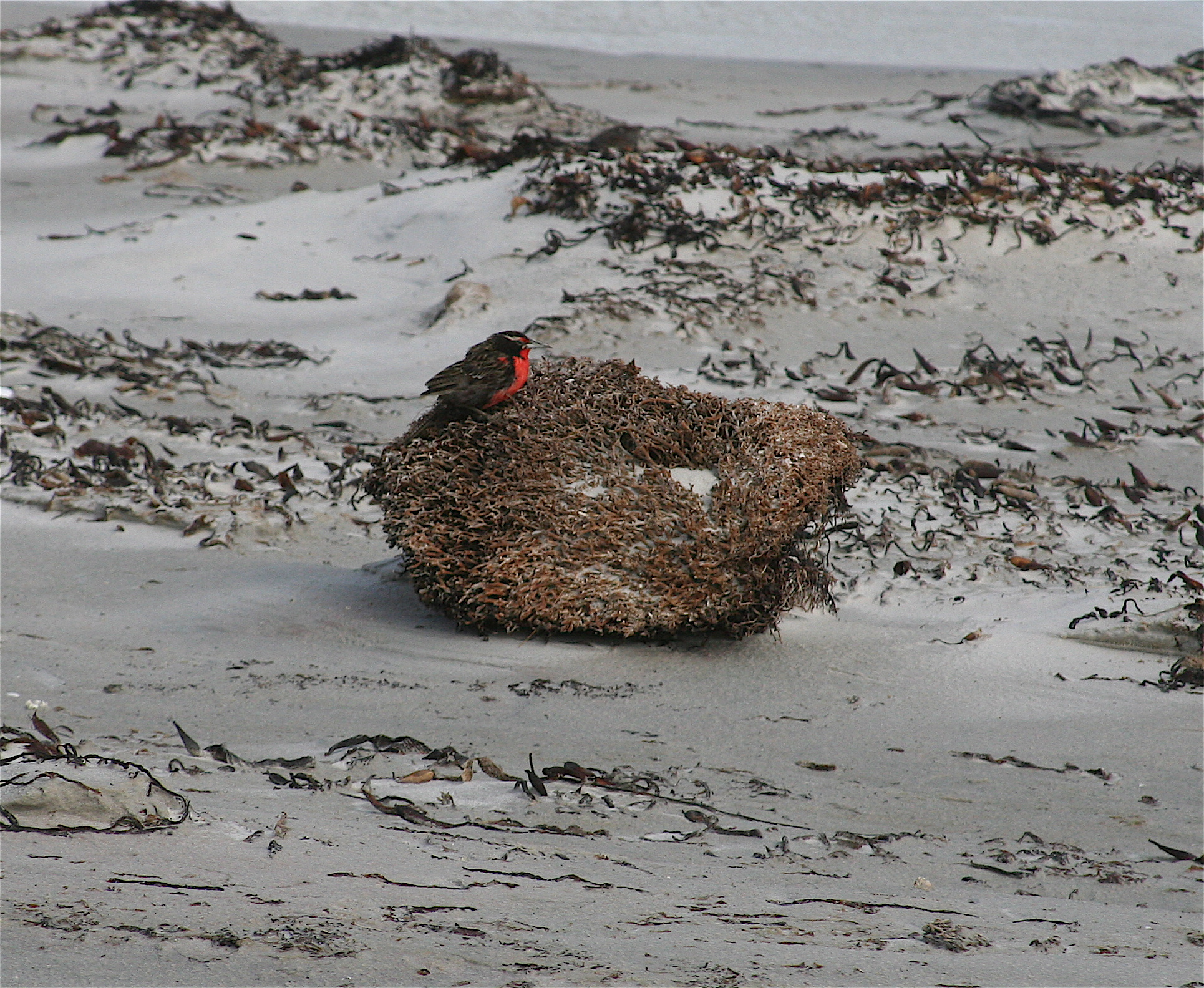
Långstjärtad ängstrupial på Falklandsöarna.

Vissa urskiljer även underarten obscurus med utbredning i centrala Argentina. Tidigare placerades den i släktet Sturnella, men DNA-studier visar att de rödbröstade sydamerikanska ängstrupialerna utgör en egen och rätt gammal utvecklingslinje, varför de lyfts ut till ett eget släkte, Leistes.

## Levnadssätt
Långstjärtade ängstrupialer återfinns i öppna miljöer som gräsmarker där den födosöker på marken, mestadels efter ryggradslösa djur. Honan bygger ett bo av torrt gräs och placerar det på eller nära marken. För att undvika att predatorer upptäcker det går honan den sista sträckan till och från boet när hon lämnar och anländer. Hon lägger två kullar med två till fyra blåvita mörkfläckade ägg.

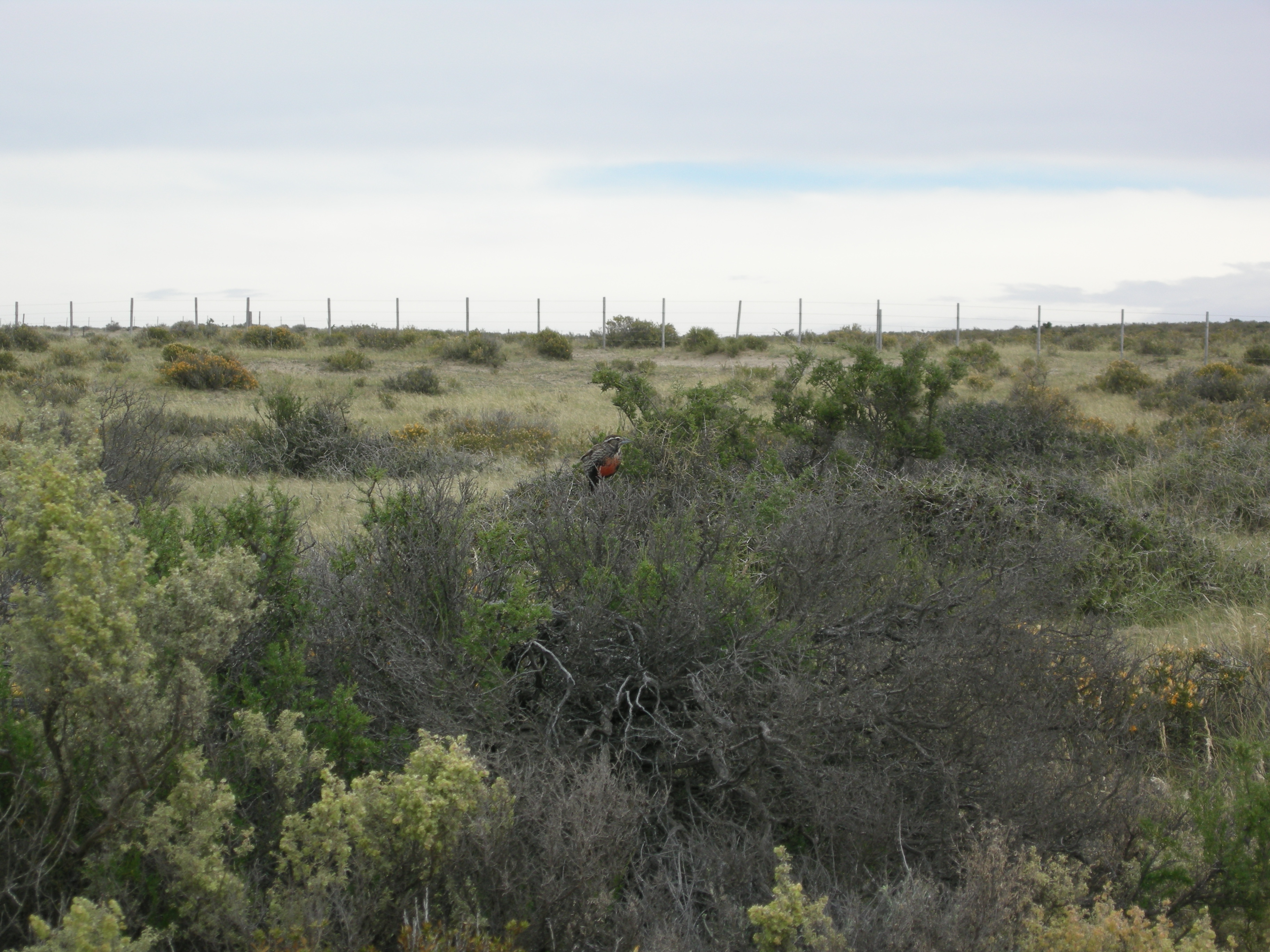
Långstjärtad ängstrupial i typisk levnadsmiljö i Argentina.

## Status och hot
Arten har ett stort utbredningsområde och en stor population med stabil utveckling och tros inte vara utsatt för något substantiellt hot. Utifrån dessa kriterier kategoriserar internationella naturvårdsunionen IUCN arten som livskraftig (LC). Världspopulationen har inte uppskattats men den beskrivs som vanlig.

## Namn
Fågelns vetenskapliga artnamn loyca kommer av ett chilenskt namn för fågeln, Loica.